# D.B.D.
D.B.D. was een verzetsblad uit de Tweede Wereldoorlog, dat vanaf 6 september 1944 tot en met 26 oktober 1944 in Heel werd uitgegeven. Het blad verscheen dagelijks in een oplage van 200 exemplaren. Het werd gestencild en de inhoud bestond voornamelijk uit nieuwsberichten.

## Ontstaan
Sylvester Willem Jerôme Maria Martin Berden studeerde rechten aan de universiteit in Nijmegen waar hij zijn kandidaats behaalde. Hij weigerde de loyaliteitsverklaring te tekenen en begon deel te nemen aan verzetsactiviteiten. Hij was actief vanuit het St. Josephsgesticht in Heel waar hij samenwerkte met zijn broer, de gymnasiast, Jozef Cyrillus Dominicus Maria Martin Berden. Samen begonnen zij de dag na Dolle Dinsdag aan de uitgave van een nieuwsblad, omdat het dorp van berichtgeving was verstoken. De oudste broer zorgde voor de inhoud, de jongere voor het technische gedeelte. De schrijfmachine, het stencilapparaat en al het andere benodigde materiaal werd verkregen door een inbraak in het raadhuis. Hier zwaaide een NSB'er de scepter maar vele ambtenaren deden alsof zij van niets wisten waardoor de actie lukte.

## Titel
De titel betekende Daalzichtse berichtendienst, geïnspireerd door het uitzicht op het Maasdal dat men vanuit het klooster had, maar kon ook verklaard worden als "Duitse berichtendienst". De eerste week werden de exemplaren overal aangeplakt, maar dit werd te gevaarlijk omdat het dorp helemaal door Duitsers was bezet. In het dorp Heel bevonden zich op dat moment een paar duizend kloosterlingen, zieken en schoolkinderen in de kloosters en daarnaast slechts 400 inwoners. Hierdoor vreesde men dat het voor de Duitsers een kleine moeite zou zijn om de uitgevers van het blad op te sporen.

## Seinen
Bovendien begonnen de broers Berden met het geven van seinen de geallieerden die vanaf 15 september aan de overkant van de Maasoever lagen. De Duitsers kwamen na onderzoek inderdaad uit bij de beide broers. Waarbij ook nog uitkwam dat de oudste dienstplichtig sergeant was geweest. S.W.J.M.M. Berden werd daarom twee dagen later, op 7 november 1944, zonder enige vorm van proces gefusilleerd. De jongste broer Berden wist aan arrestatie te ontkomen en zwom de Maas over waar hij zijn diensten aanbood aan de geallieerden. Vijf dagen later werd Heel bevrijd.